# Abu Sa'id Mirza
Abu Sa'id Mirza, död 1469, var en monark ur timuriderdynastin. Han var regerande sultan i Timuriderriket mellan 1451 och 1469.